# 孝義市
孝義市（こうぎ-し）は中華人民共和国山西省呂梁市に位置する県級市。

## 歴史
秦代は茲氏県の管轄地であった。三国時代には魏により現在の中陽県に設置された中陽県が市域に移転、西晋により廃止された。
南北朝時代になると北魏により永安県が現在の晋中市霊石県東部に設置され、627年（貞観元年）に孝義県と改称された際に現在の市域に移転された。
1958年には介休県に編入されたが、1961年に再設置、1992年には県級市に昇格し孝義市と改編され現在に至る。

## 行政区画
- 街道:新義街道、中陽楼街道、振興街道、勝渓湖街道、崇文街道
- 鎮:兌鎮鎮、陽泉曲鎮、下堡鎮、西辛荘鎮、高陽鎮、梧桐鎮、柱濮鎮、大孝堡鎮
- 郷:下柵郷、駅馬郷、杜村郷

## 過去の地名
- 陽林県
- 零山県
- 赤谷県